# Ang Mey
Ang Mey  (née vers 1815 morte après 1845) fut reine nominale du Cambodge de 1834 à 1841 et de 1844 à 1845. 

## Biographie
Fille du roi Ang Chan II, elle est désignée à l'âge de vingt ans par les occupants vietnamiens pour succéder à son père. Ce choix préludait dans leur esprit à l'annexion du Cambodge.
La jeune reine, rigoureusement séquestrée dans son palais par le général major Trương Minh Giảng, le représentant du Viet Nam nommé vice-roi par l'empereur Minh Mạng, donne rapidement des signes de folie.
En 1840 son oncle l'ex-régent Ang Em est capturé, enfermé dans une cage de fer et déporté à Hué, où il meurt en 1843. L'année suivante (1841) la reine elle-même est déportée à Saïgon avec ses demi-sœurs Ang Pou et Ang Pen. Cette dernière, réputée pour son opposition aux occupants, est noyée. 
L'intervention du gouvernement du Siam au Cambodge oblige le Viet Nam à la rétablir en 1844. À la suite d'un accord entre les cours de Hué et de Bangkok, elle cède le trône à Ang Duong.

## Sources
- Achille Dauphin-Meunier, Histoire du Cambodge, Presses universitaires de France, coll. « Que sais-je ? / 916 », 1968, 128 p.
- Khin Sok  « Quelques documents khmers relatifs aux relations entre le Cambodge et l'Annam en 1843 ». Dans : Bulletin de l'École française d'Extrême-Orient. Tome 74, 1985.  p. 403-421.